# Calanthemis montium
Calanthemis montium är en skalbaggsart som beskrevs av Hintz 1913. Calanthemis montium ingår i släktet Calanthemis och familjen långhorningar. Inga underarter finns listade.